# Stephen Kent
Pour les articles homonymes, voir Kent (homonymie).
Stephen Thomas Kent (né le 25 janvier 1951) est un informaticien américain, connu pour ses contributions à la sécurité des réseaux.

## Formation
Kent est né à La Nouvelle-Orléans. Il est diplômé de l'école préparatoire Ridgewood de Metairie, en Louisiane, en 1969, et de l'Université Loyola de La Nouvelle-Orléans en 1973, où il a obtenu une licence en mathématiques. En 1973 et 1974, il est étudiant gradué en mathématiques a l'Université Tulane, puis il rejoint le Massachusetts Institute of Technology en tant qu'étudiant  en informatique de 1974 à 1980. Il obtient sa maîtrise au MIT en 1976 et son doctorat en 1980.

## Activités professionnelles
Pendant ses études supérieures, Kent a passé deux étés chez Bolt, Beranek and Newman(BBN), qu'il rejoint à  plein temps  en 1980 après l'obtention de son doctorat. Il en devient scientifique en chef pour les technologies de sécurité. Kent est surtout connu pour son rôle dans le développement des normes Internet. Il est membre de l'Internet Architecture Board (1983-1994) et préside le groupe de recherche sur la confidentialité et la sécurité de la Internet Research Task Force (1985-1998) ainsi que le groupe de travail Privacy Enhanced Mail (PEM) de l'Internet Engineering Task Force (IETF) de 1990 à 1995, période durant laquelle il copréside également le groupe de travail sur l'infrastructure à clés publiques.  En 1988, il est l'auteur principal des normes IPsec de base RFC 2401, RFC 2402, RFC 2406 qu'il continue d'améliorer en 2005 par les documents RFC 4301,RFC 4302,RFC 4303 et RFC 4304.  Il participe également aux efforts visant à sécuriser le Border Gateway Protocol. Il préside aussi le Comité consultatif fédéral chargé de développer une norme FIPS pour l'infrastructure fédérale de gestion des clés (1996-1998) et participe activement à un certain nombre d'études du Conseil national de recherches .

## Distinctions
Kent est membre de l'ACM et de l'Internet Society. Il a été intronisé au Temple de la renommée d'Internet en 2013, où il est reconnu comme « un pionnier de l'architecture des systèmes de sécurité réseau, notamment de la conception et du développement de systèmes et de normes de chiffrement et de contrôle d'accès au niveau réseau ; des protocoles de couche transport sécurisés ; de la technologie de messagerie électronique sécurisée ; des normes d'infrastructure à clés publiques et des systèmes d'autorité de certification ». 